# Korzenionóżki

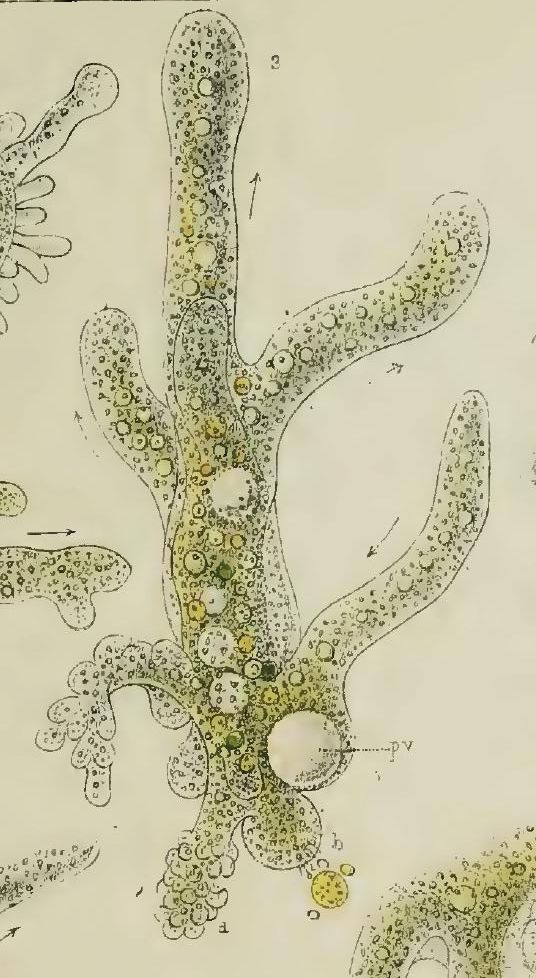
Pełzak odmieniec jeden z przykładów korzenionóżek (obecnie w taksonie Amoebozoa)

Korzenionóżki (Rhizopoda) – takson pierwotniaków wyróżniany w XIX- i XX-wiecznych systemach taksonomicznych. Zaliczano do niego liczne gatunki określane jako ameby, czyli pełzaki, tj. organizmy jednokomórkowe (także komórczakowe) o zmiennym kształcie ciała, poruszające się ruchem pełzakowatym przy pomocy nibynóżek, które służą również do zdobywania pokarmu.
Zamieszkują środowiska wodne lub wilgotne, liczne gatunki są pasożytami zwierząt i roślin. Większość tych organizmów żyje w słonych wodach, ale istnieją także słodkowodne, które żyją w mułach stawów, na wilgotnych skrawkach mchu, a nawet w wilgotnej glebie. Rozmnażają się poprzez podział komórki.
Na przestrzeni lat takson ten miewał przyznawaną różną rangę (np. typ) i obejmował różne grupy organizmów. W uproszczonym podziale dzielony był na ameby nagie (Amoebina) i ameby oskorupione (Testacea). W miarę rozwoju systematyki protistów takson ten odbiegał od pierwotnej wersji coraz bardziej, aż Thomas Cavalier-Smith zaproponował jego całkowitą likwidację, w wyniku której ostatnia wersja Rhizopoda z jego systemu została przemianowana na takson Rhizaria, przy czym włączono i wyłączono z niego niektóre grupy, a nazwa korzenionóżka (ang. rhizopod) ma już tylko znaczenie morfologiczno-ekologiczne odnoszące się do budowy ciała i trybu życia, stając się bliskoznaczna pojęciu ameba. Tak rozumiane korzenionóżki odróżniają się od wiciowców czy sporowców wyglądem, ale poszczególne korzenionóżki mogą być spokrewnione bliżej z poszczególnymi wiciowcami niż z innymi korzenionóżkami. Podobnie stało się z taksonem Sarcodina (zarodziowe, sarkodowe), który bywał wyróżniany jako nadrzędny wobec Rhizopoda. Mimo że nazwa supergrupy Rhizaria nawiązuje do nazwy Rhizopoda, to nie obejmuje bardzo wielu dawnych korzenionóżek, np. zaliczanych obecnie do supergrupy Amoebozoa, jak i do innych supergrup.